# Schiessler József
Schiessler József (Budapest, III. kerület, 1893. március 16. – ?) magyar labdarúgó-játékvezető, sportvezető.

## Pályafutása
Az első világháború után az Ifjúsági Labdarúgók Szövetségének (ILSZ, majd MILL) a főtitkára volt. Újra szervezte az 1903-ban alapított szövetséget, amely már a megszűnés határán volt.  A Magyar Futballbírák Testületének 1923-tól a titkára, 1930-tól az elnöke volt.
1920-as években bíráskodott a magyar élvonalban, mind az amatőr és profi időszakban is, továbbá ifjúsági mérközésket vezetett.